# Burg Piberstein

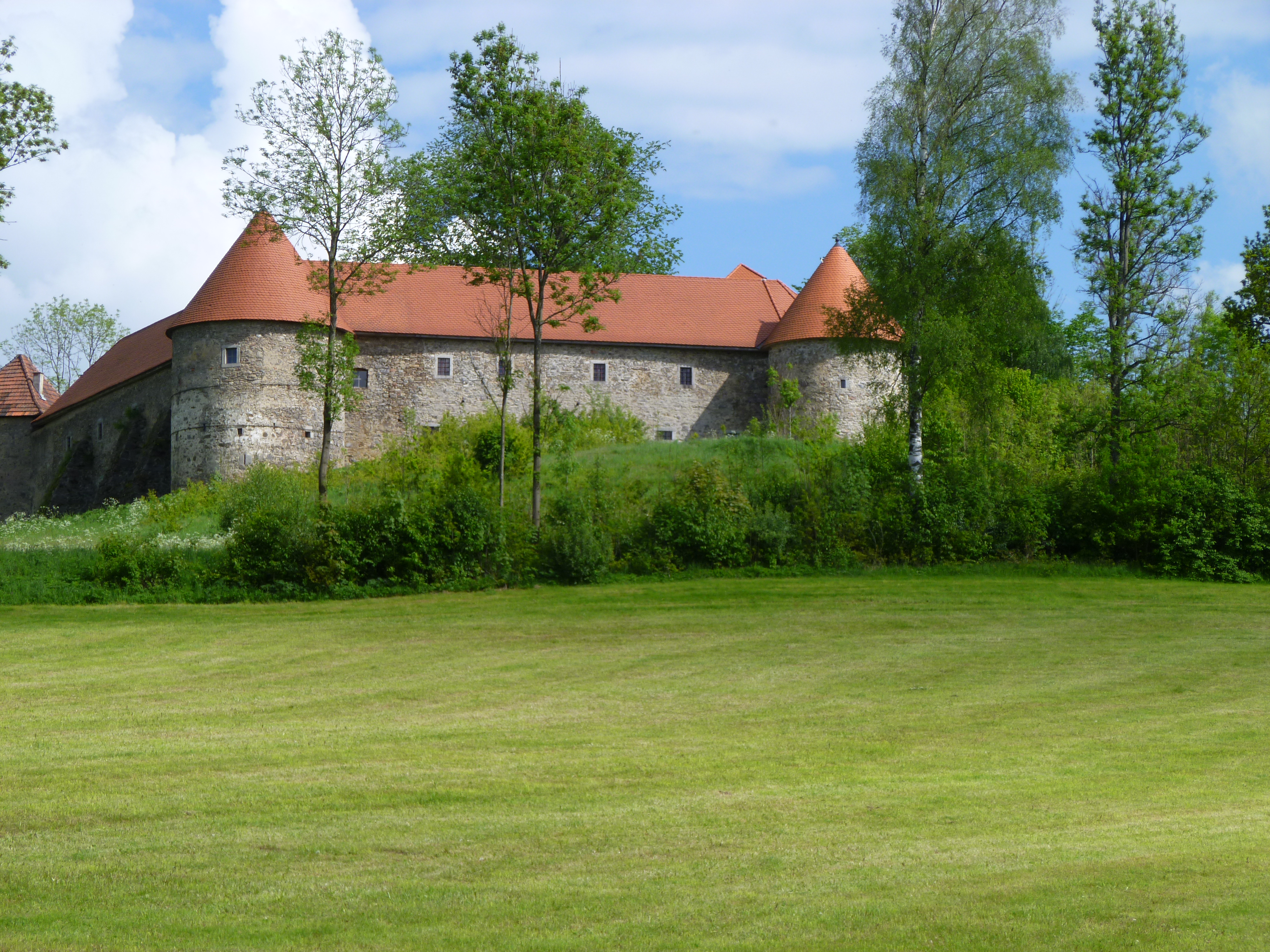
Burg Piberstein heute

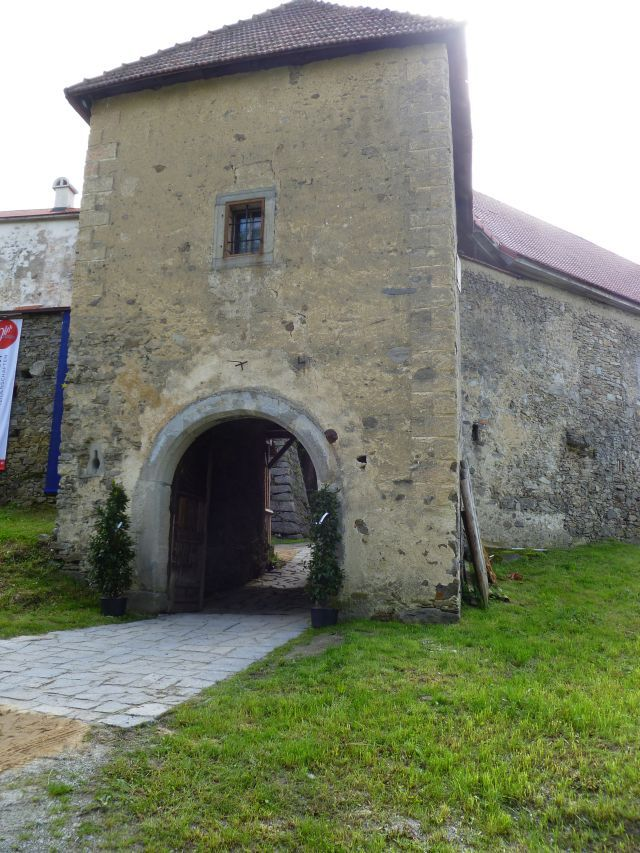
Burg Piberstein Eingangsturm

Die Burg Piberstein liegt im Ortsteil Piberstein in der Gemeinde Helfenberg, nahe der Ortschaft Ahorn im Mühlviertel in Oberösterreich. Die Felsenburg wurde im 13. Jahrhundert errichtet, um 1620 ausgebaut und verfiel mit der Zeit zur Ruine. Seit 1964 wird sie renoviert und dient heute als regionales Kulturzentrum.

## Geschichte
Piberstein wurde wahrscheinlich zwischen 1200 und 1250 von den Brüdern Ruga und Arnold von Piberstein aus dem Geschlecht der Piber erbaut. Die Brüder gehörten zu den Lehnsleuten der Herren von Griesbach und Waxenberg. Der genaue Zeitpunkt der Erbauung ist nicht bekannt. Um 1285 werden Rüdiger und Ottokar von Piberstein urkundlich als Besitzer genannt. Die Burg diente als Zentrum der Rodungen des umliegenden Walds. Nach dem Aussterben der Pibersteiner erwarb Ulrich von Tann die nun landesfürstliche Burg. 1350 wurde Walchum Haderer der Besitzer. Herzog Rudolf IV. verlieh sie 1362 an Zacharias Haderer. Ab 1386 folgten in kurzer Zeit viele verschiedene Besitzer: 1386 Heinrich Aichberger und Wolfgang Aschauer, 1393 Friedrich von Stahaleck, 1403 Heinrich von Puchberg, 1407 Jobst Haderer und 1412 Heinrich III. von Falkenstein. Unter Hans von Rohrbach belagerten 1427 Hussiten erfolglos die Burg. 1428 kauften sie die Brüder Kaspar und Balthasar von Schallenberg, da ihr Sitz in St. Ulrich während der Hussiteneinfälle ins Mühlviertel zerstört wurde und behielten die Burg für längere Zeit.
1594 zählte Piberstein zu den Bollwerken gegen die Türkengefahr im Mühlviertel. Um 1620 wurde die Burg unter Georg Christian von Schallenberg im Renaissancestil ausgebaut. Die beiden Höfe wurden mit Kunstmarmor verkleidet und die Wände mit Sgraffitomalereien verziert. Im Jahr 1625 besetzten kaiserliche Truppen die Burg. 1645 wurde das Lehen in ein freies Eigentum umgewandelt. 1675 verkaufte Christoph Ehrenreich von Schallenberg die Burg an Elias von Seeau. 1702 wurde die Burg mit dem Schloss Helfenberg vereinigt und ein Fideikommiss eingerichtet. Ein geplanter Umbau 1752 kam nicht zustande, und mit der Zeit verfiel die unbewohnte Burg. 1893 kauften die Grafen Revertera-Salandra die Burg. In den 1930er Jahren wurde die Burg als Hotel mit Restaurant betrieben, verfiel aber weiter.
Für die nunmehrige Ruine wurde 1964 vom Restaurator Harald Seyrl mit einer Renovierung begonnen. Ab 1971 setzte Hubert Taxenecker diese fort. Im Jahr 2002 trat ein Brand auf, beschädigte die Burg jedoch kaum. Heute ist die Burg ein regionales Kulturzentrum für Konzerte, Ausstellungen und Lesungen sowie Musikfeste.

## Beschreibung
Die Burg ist eine ausgedehnte Anlage auf 760 m ü. A., deren Kernburg 784 Quadratmeter und die Vorburg 2730 Quadratmeter groß ist. Die ganze Anlage ist von einer vier bis sechs Meter hohen Mauer umgeben, die mit vier dreiviertelrunden Wehrtürmen und einem quadratischen Torturm verstärkt ist. Von den mittelalterlichen Verteidigungsanlagen sind nur noch die Schießscharten zu sehen. Links vom Torturm steht eine Kapelle aus dem Jahr 1730. Laut mündlicher Überlieferung führt von der Burg ein Fluchttunnel in den benachbarten Wald.
An der Innenseite befinden sich einige Wirtschaftsgebäude, der linke Teil des Burghofes ist unbebaut. Die Kernburg weist außen zwei Abtritterker auf und wird durch eine zwei Meter starke und 15 Meter hohe Mauer geschützt. Das Portal des Burgtors wurde um 1620 vermauert, als die Einfahrt in die Hauptburg an die Nordwestseite verlegt wurde. In den mittleren Hof gelangt man durch ein hohes Torgewölbe.
Im Erdgeschoß des anschließenden Gebäudes befindet sich ein Saal, der über zwei Arkadengänge mit dem Hof verbunden ist. Gegenüber führt eine Treppe aus 1620 zu einem Arkadengang, der zum 1992 rekonstruierten Rittersaal führt. Der Palas steht inmitten der Felsen. Vom ehemaligen quadratischen Wohnturm ist heute nichts mehr zu sehen. Der rund 7,5 mal 7,5 Meter große Turm war bereits 1752 eine Ruine und diente früher als Wohnraum der Piber.
Seit 1975 konnte die Burg vom weiteren Verfall gerettet werden. Durch das Engagement des Eigentümers, der Gemeinden und Vereine in Ahorn und Helfenberg sowie der Unterstützung der Oberösterreichischen Landesregierung wird ein breites Spektrum an kulturellen Aktivitäten angeboten, so dass heute die Burg ein kulturelles Zentrum des Bezirks ist.

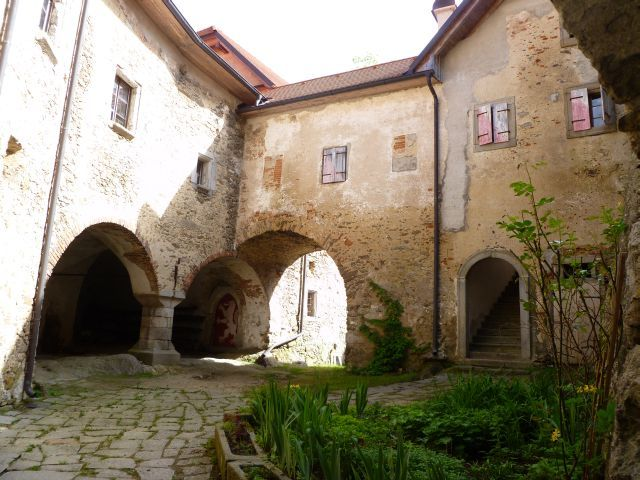
Innenhof
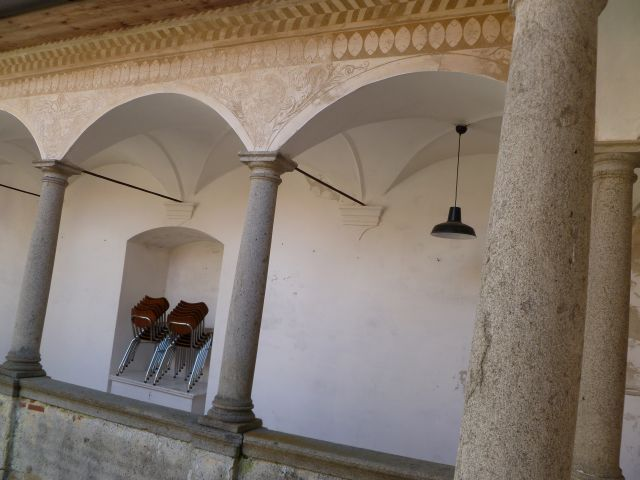
Säulen im Innenhof
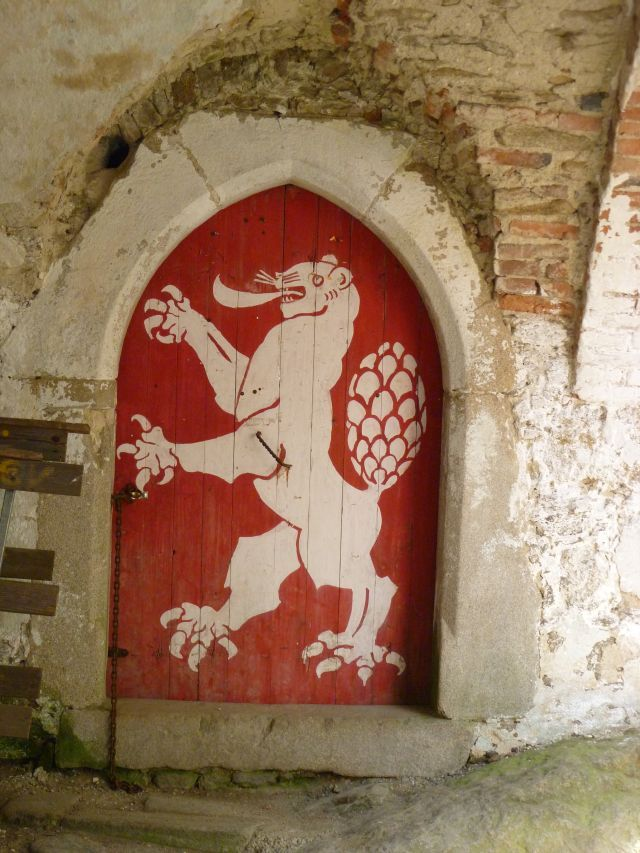
Tor im Innenhof
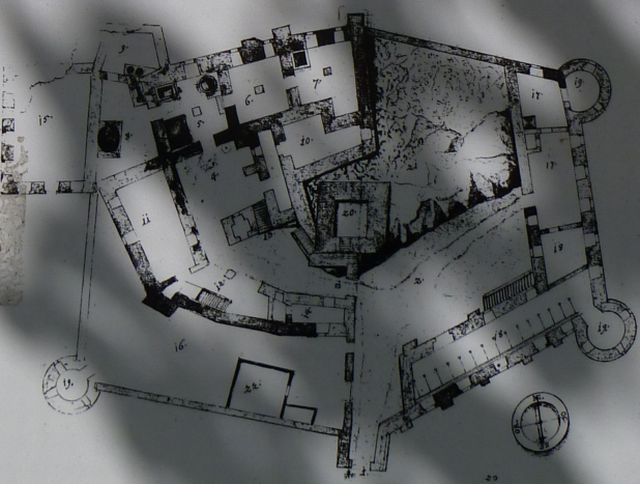
Grundriss